# Mack Ray Edwards
Mack Ray Edwards (ur. 17 października 1918  – zm. 30 października 1971) – amerykański seryjny morderca. Zamordował sześcioro dzieci w latach 1953–1969 w hrabstwie Los Angeles.
Edwards zamordował troje dzieci w latach 1953 - 1956 i troje w latach 1968 - 1969. W 1970 roku, razem ze wspólnikiem porwał w mieście Sylmar trzy dziewczynki z ich domu. Gdy dziewczynki uciekły, zdenerwowany Edwards zgłosił się na pobliski posterunek policji i przyznał się do molestowania i zabicia sześciorga dzieci.
Za zabójstwa został skazany na karę śmierci i osadzony w celi śmierci w więzieniu San Quentin. W październiku 1971 roku, Edwards popełnił w swojej celi samobójstwo, wieszając się na kablu od telewizora.

## Ofiary Edwardsa
| Lp. | Ofiara        | Wiek | Data              |
| --- | ------------- | ---- | ----------------- |
| 1.  | Stella Nolan  | 8    | 20 czerwca 1953   |
| 2.  | Don Baker     | 13   | 6 sierpnia 1956   |
| 3.  | Brenda Howell | 11   | 6 sierpnia 1956   |
| 4.  | Gary Rochet   | 16   | 26 listopada 1968 |
| 5.  | Roger Madison | 16   | 16 grudnia 1968   |
| 6.  | Donald Todd   | 13   | 16 maja 1969      |